# موريس دوب
موريس هربرت دوب (بالإنجليزية: Maurice Dobb)‏ (24 يوليو 1900 - 17 أغسطس 1976) كان اقتصاديًا بريطانيًا بجامعة كامبريدج وزميلًا في كلية ترينتي في كامبريدج. يتذكره كواحد من الاقتصاديين الماركسيين البارزين في القرن العشرين.

## سيرة شخصية
ولدت موريس دوب في 24 يوليو 1900 في لندن، وابن والتر هربرت دوب وإيلسي آني موير السابقة. عاش دوب وعائلته في ويلسن، إحدى ضواحي لندن. تلقى دوبر تعليمه في مدرسة تشارترهاوس في ساري، وهي مدرسة داخلية مستقلة. بدأ الكتابة بعد وفاة والدته، خلال سنوات مراهقته المبكرة، ومنعته شخصيته المنفتحة السرية من بناء شبكة من الأصدقاء. كانت رواياته الأولى تخيلات خيالية. مثل والده، بدأ دوب ممارسة في العلوم المسيحية بعد وفاة والدته؛ كانت العائلة تنتمي في السابق إلى الكنيسة المشيخية.
تم إنقاذها من التجنيد العسكري من قبل الهدنة في نوفمبر 1918، تم قبول دوب في كلية Pembroke في كامبريدج في عام 1919 كمعارض لدراسة الاقتصاد. حصل دوب على المرتبة الأولى في كلا الجزأين من tripos للاقتصاد في عامي 1921 و 1922 وتم قبوله في كلية لندن للاقتصاد للدراسات العليا.  بعد حصوله على درجة الدكتوراه في عام 1924، عاد دوب إلى كامبريدج لتولي منصب محاضر جامعي. 
في عام 1920، بعد سنة دوب الأولى في كلية Pembroke ، قام جون ماينارد كينز بدعوة دوب للانضمام إلى نادي الاقتصاد السياسي، وبعد التخرج ساعده Keynes في الحصول على منصب في كامبريدج. كان دوب مفتوحًا مع طلابه حول معتقداته الشيوعية. أفاد أحد طلابه، فيكتور كيرنان، في وقت لاحق: «لم يكن لدينا وقت لاستيعاب النظرية الماركسية بأكثر من خشنة؛ لقد بدأت تتجذر فقط في إنجلترا، على الرغم من أن لديها مؤشرا رائعا في كامبريدج في موريس دوب». كان منزل دوب، «سانت أندروز» في تشيسترتون لين، مكانًا متكررًا للشيوعيين في كامبريدج حيث كان معروفًا محليًا باسم «البيت الأحمر».
انضم دوب إلى الحزب الشيوعي في عام 1920، وخلال الثلاثينيات من القرن الماضي كان مركزًا للحركة الشيوعية المزدهرة في الجامعة. كان كيم فيلبي أحد مجنديه، الذي أصبح فيما بعد خلدًا رفيعًا في المخابرات البريطانية. وقد اقترح أن دوب كان «المواهب نصاب» للكومينترن. كان دوب أحد أكبر الثوريين الشيوعيين في بريطانيا في ذلك الوقت. لقد كان ناشطًا سياسيًا للغاية وقضى وقتًا كبيرًا في تنظيم المسيرات وتقديم المحاضرات على أساس ثابت. ركز الاقتصادي عادة على التعرض للأزمة الاقتصادية، وأشار إلى الولايات المتحدة عند الإشارة إلى الأموال الرأسمالية التي تساعد في وضع جداول الأعمال العسكرية بدلاً من الأشغال العامة.

### مهنة
ساعده منصب دوب في Trinity على البقاء على اتصال بالكلية لأكثر من 50 عامًا. انتخب دوب كزميل لكلية Trinity College في كامبريدج في عام 1948، حيث بدأ العمل المشترك مع بييرو سرافا لتجميع الأعمال والرسائل المختارة لديفيد ريكاردو. تم نشر نتيجة هذا الجهد في نهاية المطاف في أحد عشر مجلدا. لم يحصل على قراءة جامعية حتى عام 1959.
خلال فترة حياته المهنية، نشر 12 كتابًا أكاديميًا، وأكثر من أربعة وعشرين منشورًا، ومقالات عديدة مخصصة للجماهير العامة. وكثيراً ما كتب عن الاقتصاد السياسي، واربط الصلة بين السياق الاجتماعي والمشاكل في المجتمع وكيف يؤثر ذلك على تبادل السوق. وقال في فصل الاقتصاد الماركسي: «العلاقات الاقتصادية للرجال هي التي تحدد الجمعيات الاجتماعية للرجال». اعتقد دوب أن النظام الرأسمالي خلق الطبقات، ومع الطبقة يأتي الحرب الطبقية. بعد رحلته إلى روسيا عام 1925 مع كينز، امتنع دوب قليلاً عن مصالح الصراع السياسي. كان سيئ السمعة في محاضرات طويلة ومملة مع عدد أقل من الحضور في كل فصل.
من المناصب الأخرى التي شغلها دوب عام 1928 التدريس في مدرسة صيفية، بصفته رئيسًا لكلية الاقتصاد بالحزب الشيوعي لبريطانيا العظمى، وحتى المساعدة في إطلاق شركة الأفلام الخاصة بالحزب. لقد صادف آراء متباينة مع أشخاص في الحزب، ودفع بأن الفكر والنشاط السياسي لا يستبعد أحدهما الآخر.
في عام 1931، تزوج دوب من باربرا ماريان نيكسون، وخلافا لزواجه الأول بقي مع نيكسون لبقية حياته. لم تطالب أبدًا بأنها شيوعية، ولكنها كانت عضوًا نشطًا في حزب العمل وشغلت مقعدًا في مجلس مقاطعة لندن بينما كانت تعمل في مجال التمثيل. كانت حياة دوب الشخصية ذات أهمية خاصة لزملائه، وبسبب الجدل الدائر في Pembroke College ، أسقط دوب كمدير للدراسات وسحب حقوقه في تناول الطعام. في نفس العام ألقى محاضرة وصف فيها رحلة قام بها مؤخراً إلى روسيا، والتي دفعت البعض إلى وصفه بأنه «مسؤول مدفوع الأجر في الحكومة الروسية»، وبالتالي تسببت في فضيحة صغيرة في كامبريدج. ورد دوب بكتابة مقال في التايمز يزعم أنه لا صلة له بالاتحاد السوفيتي.

### مطبعة هوغارث
كانت مطبعة هوجارث، التي أسستها فرجينيا وليونارد وولف، مطبعة تهدف إلى نشر مواد شجعت على التبادل الحر للأفكار. كان ليونارد وولف نفسه معاديًا للإمبريالية. كما يعتقد أن التبادل الفكري هو نفسه التبادل الاقتصادي في شكل مادي؛ كانت منشورات دوب تبادلًا فكريًا من خلال التقديم والدفاع عن الماركسية، بالإضافة إلى أعمال يمكن بيعها. ربما عكست المنشورات آراء ليونارد وفرجينيا وولف. قام ليونارد وولف في وقت لاحق بتكليف المذهب السياسي والاجتماعي للشيوعية ، وسأل في الأصل موريس دوب ومؤلف آخر، كلاهما رفض. بين "1924 وأواخر 1930، نشرت مطبعة هوجارث ثمانية كتيبات عن روسيا والشيوعية والماركسية... وكانت الدوافع، بدعم من ليونارد وولف، سياسية وتعليمية.
نشر دوب كتيبين مع مطبعة Hogarth. الأول ، «روسيا إلى اليوم والغد» (1930)، كتب بعد عودته من روسيا مع كينز. تعليق دوب على اقتصاد الاتحاد السوفيتي، والسياسة، والصناعة، والثقافة. كانت روسيا إلى يوم الغد أكثر الكتب مبيعًا خلال الثلاثينيات. كان منشوره الثاني، بعنوان «الماركسية إلى اليوم» (1932)، كتيبًا آخر يُقصد به أن يكون مقدمةً أولية للشيوعية موجهة إلى عامة الناس.

### الموت والإرث
توفي موريس دوب في 17 أغسطس 1976. قبل وفاته في عام 1976 وسقوط الاتحاد السوفيتي في عام 1991، بدأ دوب في التشكيك في إخلاصه السابق لاقتصاديات روسيا.
لم تموت أفكاره الشيوعية معه. كان لدى دوب طالبان بارزان، أمارتيا سين وإريك هوبسباوم. حصل سين على جائزة نوبل التذكارية في العلوم الاقتصادية في عام 1998 وبارات راتنا في عام 1999 عن عمله في اقتصاديات الرعاية الاجتماعية، فضلاً عن جائزة جون ماينارد كينيز الأولى في تشارلستون - E F G تقديراً لعمله في اقتصاديات الرعاية الاجتماعية. سين أيضًا زميل في كلية ترينيتي، تمامًا كما كان دوب. التحق هوبسباوم بجامعة كامبريدج، مثل دوب، وكان مؤرخًا ماركسيًا نشر العديد من الأعمال عن الماركسية وكان نشطًا أيضًا في مجموعة المؤرخين في الحزب الشيوعي والحزب الشيوعي البريطاني.

## الفكر الاقتصادي
كان دوب خبيرًا اقتصاديًا شارك بشكل أساسي في تفسير النظرية الاقتصادية الكلاسيكية الجديدة من وجهة نظر ماركسية. تألفت مشاركته في نقاش مشكلة الحساب الاقتصادي الأصلي من نقد النماذج الاشتراكية الرأسمالية أو الاشتراكية المخططة مركزياً أو السوق والتي كانت تستند إلى الإطار الكلاسيكي الحديث للتوازن الساكن. واتهم دوب النموذج الاشتراكي للسوق بأوسكار لانج ومساهمات الاشتراكيين «الكلاسيكيين الجدد» في «تضييق نطاق تركيز الدراسة بشكل غير مشروع على مشاكل العلاقات التبادلية». (اقتصاديون واقتصادية اشتراكية ، 1939).)
تم نشر العديد من أعماله بلغات مختلفة. تمت ترجمة منشوره القصير «مقدمة للاقتصاد» إلى اللغة الإسبانية من قبل المفكر المكسيكي أنطونيو كاسترو ليل عن دار النشر المكسيكية الرائدة فوندو دي كولتورا إيكونيكا، والتي مرت بأكثر من عشرة إصدارات منذ عام 1938
بالنسبة لدوب، ترتبط التحديات الاقتصادية المركزية للاشتراكية بالإنتاج والاستثمار في جوانبها الديناميكية. حدد ثلاث مزايا رئيسية للاقتصادات المخططة: التنسيق السابق، الآثار الخارجية والمتغيرات في التخطيط.

### التنسيق السابق
تستخدم الاقتصاديات المخططة تنسيق سابق للاقتصاد. على النقيض من ذلك، فإن الاقتصاد السوقي يبهر عملاءه بحكم التعريف، فإن التوقعات التي تشكل أساس قراراتهم تعتمد دائمًا على عدم اليقين. هناك فقر المعلومات الذي غالبا ما يؤدي إلى اختلال التوازن التي يمكن تصحيحها إلا في آخر سوق السابق (بعد الحدث)، وبالتالي إهدار الموارد. تتمثل ميزة التخطيط السابق في إزالة درجات كبيرة من عدم اليقين في سياق جمع المعلومات المنسق والموحد واتخاذ القرارات قبل الالتزام بالموارد .

### الآثار الخارجية
كان دوب منظراً مبكراً يدرك أهمية التأثيرات الخارجية على بورصات السوق. في اقتصاد السوق، يتخذ كل وكيل اقتصادي في البورصة قرارات على أساس نطاق ضيق من المعلومات في جهل أي آثار اجتماعية أوسع للإنتاج والاستهلاك. عندما تكون الآثار الخارجية كبيرة، فإنها تبطل المعلومات التي تنقل خصائص أسعار السوق حتى لا تعكس الأسعار تكاليف الفرصة الاجتماعية الحقيقية. وادعى أنه على عكس الافتراضات المريحة للاقتصاديين الرئيسيين، فإن التأثيرات الخارجية المهمة تنتشر في الواقع في اقتصادات السوق الحديثة. التخطيط الذي ينسق القرارات المترابطة قبل تنفيذها يمكن أن يأخذ في الاعتبار مجموعة واسعة من الآثار الاجتماعية. وهذا له تطبيقات مهمة للتخطيط الصناعي الفعال، بما في ذلك القرارات المتعلقة بالآثار الخارجية للتنمية غير المتكافئة بين القطاعات، وفيما يتعلق بالآثار الخارجية للأشغال العامة، ولتطوير الصناعات الناشئة؛ هذا بالإضافة إلى الآثار الخارجية السلبية الواسعة الانتشار على البيئة.

### المتغيرات في التخطيط
من خلال أخذ مجموعة العوامل بأكملها في الاعتبار، لا يسمح إلا للتخطيط المنسق السابق بتخصيص السوائل حيث يمكن استخدام الأشياء التي تظهر كـ «بيانات» في أطر ثابتة كمتغيرات في عملية التخطيط. على سبيل المثال، يمكن للمرء أن يعدد الفئات التالية من «البيانات» التي بموجب الخطة السابقة المنسقة ستفترض شكل المتغيرات التي يمكن تعديلها في الخطة وفقًا للظروف: معدل الاستثمار، وتوزيع الاستثمار بين رأس المال والاستهلاك، وخيارات تقنيات الإنتاج والتوزيع الجغرافي للاستثمار ومعدلات الأقارب لنمو النقل والوقود والطاقة، والزراعة فيما يتعلق بالصناعة، ومعدل إدخال منتجات جديدة، وشخصيتها، ودرجة التوحيد أو التنوع في الإنتاج الذي الاقتصاد في مرحلة تطوره يشعر أنه قادر على تحمل التكاليف.

## الحواشي
1. ↑  Ronald L. Meek, "Portrait: Maurice Dobb," Challenge, vol. 22, no. 5 (Nov./Dec. 1979), p. 60.
2. ↑  Meek, "Portrait: Maurice Dobb," pp. 60–61.
3. 1 2 3  Meek, "Portrait: Maurice Dobb," pg. 61.
4. ↑  Victor Kiernan, London Review of Books (25 June 1987)
5. ↑  Biography of Maurice Dobb نسخة محفوظة 13 نوفمبر 2018 على موقع واي باك مشين.
6. ↑  Phillip Knightley, Philby: The Life and Views of the KGB Masterspy, Andre Deutsch, London, 1988, pp 30–31, 36–37, 45.
7. ↑  Antonio Callari, "Maurice Herbert Dobb (1900–1976)," in Robert A. Gorman (ed.), Biographical Dictionary of Marxism. Westport, CT: Greenwood Press, 1986; pp. 95–97.
8. ↑  Piero Sraffa and M.H. Dobb (eds.), The Works and Correspondence of David Ricardo. Eleven volumes. Cambridge University Press, 1951–1973. Available online. نسخة محفوظة 11 ديسمبر 2013 على موقع واي باك مشين.

## أعمال
- مؤسسة الرأسمالية والتقدم الاجتماعي ، 1925
- التنمية الاقتصادية الروسية منذ الثورة. بمساعدة HC ستيفنز. لندن: ج. روتليدج وأولاده، 1928.
- الأجور ، 1928
- «وجهة نظر متشككة في نظرية الأجور» ، 1929، المجلة الاقتصادية.
- روسيا إلى يوم وغد ، 1930، مطبعة هوغارث
- في الماركسية إلى اليوم ، 1932، مطبعة هوغارث
- «النظرية الاقتصادية ومشاكل الاقتصاد الاشتراكي» ، 1933، المجلة الاقتصادية.
- الاقتصاد السياسي والرأسمالية: بعض المقالات في التقاليد الاقتصادية ، 1937.
- التخطيط السوفيتي والعمل في السلام والحرب: أربع دراسات. لندن: جورج روتليدج وأولاده، 1942.
- «كيف تعمل النقابات السوفيتية.» سان فرانسيسكو: المكتبة الدولية، العدد [1942]. -طبقه.
- ماركس كخبير اقتصادي: مقال. لندن: لورانس ويشارت، 1943.
- الاقتصاد السوفيتي والحرب. نيويورك: ناشرون دوليون، 1943.
- دراسات في تطور الرأسمالية ، 1946
- التنمية الاقتصادية السوفيتية منذ عام 1917 ، 1948
- الرد (على مقالة بول سوزي حول الانتقال من الإقطاع إلى الرأسمالية) ، 1950، العلوم والمجتمع.
- بعض جوانب التنمية الاقتصادية ، 1951
- في النظرية الاقتصادية والاشتراكية: الأوراق المجمعة. لندن: روتليدج وكيجان بول، 1955.
- مقال عن النمو الاقتصادي والتخطيط ، 1960
- النمو الاقتصادي والدول المتخلفة. نيويورك: ناشرون دوليون، 1963.
- أوراق عن الرأسمالية والتنمية والتخطيط ، 1967
- اقتصاديات الرفاهية واقتصاديات الاشتراكية ، 1969
- «نظام Sraffa ونقد النظرية الكلاسيكية الحديثة للتوزيع» ، 1970، دي إيكونوميست
- التخطيط الاشتراكي: بعض المشاكل . 1970
- نظريات القيمة والتوزيع منذ آدم سميث: الأيديولوجية والنظرية الاقتصادية. لندن: مطبعة جامعة كامبريدج، 1973.
- «بعض التأملات التاريخية في التخطيط والسوق» في Chimen Abramsky (ed.)، مقالات في تكريم EH كار ، لندن، مطبعة ماكميلان، 1974.
- مقال عن النمو الاقتصادي والتخطيط. لندن: روتليدج وكيجان بول، 1976.
- تطور الفكر الاقتصادي الاشتراكي: مقالات مختارة. لندن: لورانس ويشارت، 2008.

## روابط خارجية
- أوراق موريس هربرت دوب
- الانتقال من الإقطاعية إلى الرأسمالية: مساهمة في جدال Sweezy-Dobb HK Takahashi و Henry F. Mins Science & Vol. 16، No. 4 (Fall، 1952)، pp.   313-345